# Tatiana Schelkánova
Tatyana Schelkanova (Unión Soviética, 18 de abril de 1937-24 de noviembre de 2011) fue una atleta soviética, especializada en la prueba de salto de longitud en la que llegó a ser medallista de bronce olímpica en 1964 y plusmarquista mundial durante más de tres años, desde el 16 de julio de 1961 al 14 de octubre de 1964
.

## Carrera deportiva
En los JJ. OO. de Tokio 1964 ganó la medalla de bronce en el salto de longitud, con un salto de 6.42 metros, siendo superada por la británica Mary Rand que con 6.76 metros batió el récord del mundo, y la polaca Irena Kirszenstein (plata con 6.60 metros).